# Gastrinodes
Gastrinodes là một chi bướm đêm thuộc họ Geometridae.